# Copa ELF

El norte de Chipre posa con el trofeo de campeón de la ELF CUP 2006 tras vencer a Crimea 3-1 en la final.

La Copa ELF (acrónimo de Égalité, Liberté, Fraternité) fue un torneo de selecciones de fútbol, organizado por la Federación de Fútbol de Chipre del Norte. En él participaron la NF-Board que agrupa entre miembros oficiales, asociados y provisionales, a 21 selecciones de países independientes de facto, micronaciones y otros territorios. Además, en su primera edición (realizada en la República Turca del Norte de Chipre entre el 18 y el 25 de noviembre de 2006) participaron dos selecciones asociadas a la AFC y a la FIFA.

## Antecedentes
La NF-Board decidió la realización de un torneo de selecciones de fútbol llamada Copa Mundial VIVA, y cuyo primer organizador sería la República Turca del Norte de Chipre. Sin embargo, luego de que asumiera una nueva directiva en la Federación de Fútbol del Norte de Chipre (KTFF), la NF-Board cambió la localización del torneo a Occitania. De acuerdo a la confederación, la nueva directiva de la KTFF habría intentado restringir a las naciones participantes más la KTFF dice que el origen del conflicto se debió al costo excesivamente alto presupuestado por la NF-Board.
Tras perder la sede del torneo, la KTFF anunció la realización de un torneo similar, la Copa ELF.  La Copa ELF, a diferencia de la Copa Mundial VIVA, anunció que pagarían los costos de los equipos participantes, lo que atrajo el interés de varios miembros de la NF-Board e incluso de algunos de la FIFA.

## Equipos participantes
| Equipos participantes | Equipos participantes |
| --------------------- | --------------------- |
| Chipre del Norte      | Kirguistán            |
| Tártaros de Crimea    | Tayikistán            |
| Gagaucia              | Tíbet                 |
| Groenlandia           | Zanzíbar              |

## Resultados
Los horarios corresponden a la hora de la República Turca del Norte de Chipre (EET; UTC+2)

### Grupo A
| Equipo      | Pts | PJ | PG | PE | PP | GF | GC | Dif. |
| ----------- | --- | -- | -- | -- | -- | -- | -- | ---- |
| Kirguistán  | 6   | 3  | 2  | 0  | 1  | 7  | 2  | +5   |
| Zanzíbar    | 5   | 3  | 1  | 2  | 0  | 3  | 2  | +1   |
| Groenlandia | 4   | 3  | 1  | 1  | 1  | 3  | 2  | +1   |
| Gagaucia    | 1   | 3  | 0  | 1  | 2  | 2  | 9  | -7   |

| 19 de noviembre de 2006, 12:00 | Gagauzia | 0:2 (0:1) | Groenlandia                      | 20 Temmuz Stadium, Kyrenia    |                               |
|                                |          |           | Sandgreen 33' Kreutzmann 68' (p) | Árbitro(s): Fahim Dayi (RTNC) | Árbitro(s): Fahim Dayi (RTNC) |

| 19 de noviembre de 2006, 14:00 | Kirguistán | 0:1 (0:1) | Zanzíbar       | 20 Temmuz Stadium, Kyrenia   |                              |
|                                |            |           | S. Suleiman 9' | Árbitro(s): Aziz Dayı (RTNC) | Árbitro(s): Aziz Dayı (RTNC) |

| 20 de noviembre de 2006, 12:00 | Gagauzia   | 1:6 (1:3) | Kirguistán                                                 | Mağusa Dr. Fazıl Küçük Stadium, Famagusta |                                   |
|                                | Markov 31' |           | Mamatov 14', 37' Kadyrov 19' Sundeev 65', 90' Ryskulov 75' | Árbitro(s): Mehmet Sezener (RTNC)         | Árbitro(s): Mehmet Sezener (RTNC) |

| 20 de noviembre de 2006, 14:00 | Groenlandia   | 1:1 (0:0) | Zanzíbar | Mağusa Dr. Fazıl Küçük Stadium, Famagusta |                                    |
|                                | Mortensen 79' |           | Omar 62' | Árbitro(s): Serdar Bilginer (RTNC)        | Árbitro(s): Serdar Bilginer (RTNC) |

| 21 de noviembre de 2006, 12:00 | Groenlandia | 0:1 (0:1) | Kirguistán     | 20 Temmuz Stadium, Kyrenia         |                                    |
|                                |             |           | Kondratkov 24' | Árbitro(s): Cevdet Mertkaya (RTNC) | Árbitro(s): Cevdet Mertkaya (RTNC) |

| 21 de noviembre de 2006, 14:00 | Gagauzia     | 1:1 (0:0) | Zanzíbar     | 20 Temmuz Stadium, Kyrenia         |                                    |
|                                | Ceavdari 79' |           | Muhammed 76' | Árbitro(s): Alkın Gedikoğlu (RTNC) | Árbitro(s): Alkın Gedikoğlu (RTNC) |

### Grupo B
| Equipo             | Pts | PJ | PG | PE | PP | GF | GC | Dif. |
| ------------------ | --- | -- | -- | -- | -- | -- | -- | ---- |
| Chipre del Norte   | 9   | 3  | 3  | 0  | 0  | 20 | 1  | +19  |
| Tártaros de Crimea | 6   | 3  | 2  | 0  | 1  | 3  | 6  | -3   |
| Tayikistán         | 3   | 3  | 1  | 0  | 2  | 5  | 7  | -2   |
| Tíbet              | 0   | 3  | 0  | 0  | 3  | 0  | 14 | -14  |

| 19 de noviembre de 2006, 12:00 | Tíbet | 0:3 (0:0) | Tayikistán                        | Estadio Zafer, Güzelyurt              |                                       |
|                                |       |           | Aknazarov 59', 67' Faizullaev 65' | Árbitro(s): Abdullah Özsusuzlu (RTNC) | Árbitro(s): Abdullah Özsusuzlu (RTNC) |

| 19 de noviembre de 2006, 18:30 | Tártaros de Crimea | 0:5 (0:2) | República Turca del Norte de Chipre                                | Estadio Atatürk, Nicosia        |                                 |
|                                |                    |           | Çakır 16' Taşkıran 45' Abıltarov 65' (ag) Uçaner 78' Keleşzade 87' | Árbitro(s): Mehmet Malek (RTNC) | Árbitro(s): Mehmet Malek (RTNC) |

| 20 de noviembre de 2006, 12:00 | Tíbet | 0:1 (0:1) | Tártaros de Crimea | Estadio Zafer, Güzelyurt        |                                 |
|                                |       |           | Ablyametov 41' (p) | Árbitro(s): Ulus Sediral (RTNC) | Árbitro(s): Ulus Sediral (RTNC) |

| 20 de noviembre de 2006, 14:00 | República Turca del Norte de Chipre      | 5:1 (1:1) | Tayikistán          | Estadio Zafer, Güzelyurt         |                                  |
|                                | Kolcu 17, 32' Uçaner 39', 91' Ulusoy 71' |           | Daler Aknazarov 12' | Árbitro(s): Serkan Şimşek (RTNC) | Árbitro(s): Serkan Şimşek (RTNC) |

| 21 de noviembre de 2006, 12:00 | Tayikistán       | 1:2 (1:1) | Tártaros de Crimea        | Mağusa Dr. Fazıl Küçük Stadium, Famagusta |                                 |
|                                | Almukhamedov 45' |           | Ametov 36' Hayredinov 87' | Árbitro(s): Mehmet Evlat (RTNC)           | Árbitro(s): Mehmet Evlat (RTNC) |

| 21 de noviembre de 2006, 14:00 | República Turca del Norte de Chipre                                                 | 10:0 (8:0) | Tíbet | Mağusa Dr. Fazıl Küçük Stadium, Famagusta |                                   |
|                                | Çakır 13', 30', 37' Çukurovalı 14', 24', 43' Selden 17', 29' Arıkbuka 54' Kansu 77' |            |       | Árbitro(s): Ramadan Götkan (RTNC)         | Árbitro(s): Ramadan Götkan (RTNC) |

### Semifinales
| 23 de noviembre de 2006, 15:00 | Kirguistán              | 2:3 (0:1, 1:2) (t. s.) | Tártaros de Crimea                  | Estadio Atatürk, Nicosia             |                                      |
|                                | Mihail 90'+2 Arsen 102' |                        | Ruslan 18' Arsen 94' (p) Fevziy 97' | Árbitro(s): Mehmet Özbilgehan (RTNC) | Árbitro(s): Mehmet Özbilgehan (RTNC) |

| 23 de noviembre de 2006, 17:00 | República Turca del Norte de Chipre    | 5:0 (2:0) | Zanzíbar | Estadio Atatürk, Nicosia       |                                |
|                                | Taşkıran 24', 34', 47', 83' Ulusoy 59' |           |          | Árbitro(s): Savaş Tilki (RTNC) | Árbitro(s): Savaş Tilki (RTNC) |

### Definición del tercer lugar
| 25 de noviembre de 2006, 14:30 | Kirguistán               | 2:2 (0:1) (9-8 p.) | Zanzíbar             | Estadio Atatürk, Nicosia      |                               |
|                                | Mamatov 55' Riskulov 65' |                    | S. Muhammed 28', 47' | Árbitro(s): Mustafa Gençosman | Árbitro(s): Mustafa Gençosman |

### Final
| 25 de noviembre de 2006, 16:30 | República Turca del Norte de Chipre  | 3:1 (1:0) | Tártaros de Crimea  | Estadio Atatürk, Nicosia      |                               |
|                                | Çakır 1' Sapsızoğlu 46' Taşkıran 55' |           | Marlen Akimov 90+3' | Árbitro(s): Mehmet Özbilgehan | Árbitro(s): Mehmet Özbilgehan |

| República Turca del Norte de Chipre |
| Campeón Chipre del Norte            |

## Estadísticas
| Equipo | Equipo             | Pts | PJ | PG | PE | PP | GF | GC | Dif | Rend   |
| ------ | ------------------ | --- | -- | -- | -- | -- | -- | -- | --- | ------ |
| 1      | Chipre del Norte   | 15  | 5  | 5  | 0  | 0  | 28 | 2  | +26 | 100,0% |
| 2      | Tártaros de Crimea | 9   | 5  | 3  | 0  | 2  | 7  | 11 | -4  | 60,0%  |
| 3      | Kirguistán         | 7   | 5  | 2  | 1  | 2  | 11 | 7  | +4  | 46,6%  |
| 4      | Zanzíbar           | 6   | 5  | 1  | 3  | 1  | 5  | 9  | -4  | 40,0%  |
| 5      | Groenlandia        | 4   | 3  | 1  | 1  | 1  | 3  | 2  | +1  | 44,4%  |
| 6      | Tayikistán         | 3   | 3  | 1  | 0  | 2  | 5  | 7  | -2  | 33,3%  |
| 7      | Gagaucia           | 1   | 3  | 0  | 1  | 2  | 2  | 9  | -7  | 11,1%  |
| 8      | Tíbet              | 0   | 3  | 0  | 0  | 3  | 0  | 14 | -14 | 0,0%   |

## Goleadores
| Jugador                | Selección        | Goles |
| ---------------------- | ---------------- | ----- |
| Ertaç Taşkıran         | Chipre del Norte | 6     |
| Hamis Çakır            | Chipre del Norte | 5     |
| Ulan Riskulov          | Kirguistán       | 4     |
| Daler Aknazarov        | Tayikistán       | 3     |
| Ediz Çukurovalı        | Chipre del Norte | 3     |
| Jenish Mamatov         | Kirguistán       | 3     |
| Muhammed Seif Muhammed | Zanzíbar         | 3     |
| Kemal Uçaner           | Chipre del Norte | 3     |